# André Regaud
Pour les articles homonymes, voir Regaud.
André Regaud, né le 13 février 1868 à Lyon et mort le 12 janvier 1945 à Paris, est un tireur sportif français.

## Carrière
André Regaud participe aux Jeux olympiques d'été de 1908 à Londres, et remporte la médaille de bronze en petite carabine par équipes. En pistolet individuel, il se classe dixième tandis qu'il termine quatrième par équipe.
Les épreuves de tir aux Jeux olympiques d'été de 1912 voient Regaud obtenir une quatrième place en petite carabine par équipes, le natif de Lyon terminant quinzième en pistolet et quarante-et-unième en petite carabine libre. Sa dernière apparition aux Jeux date de 1920, où il participe aux épreuves par équipe de pistolet à feu rapide et de pistolet libre, se classant respectivement cinquième et sixième.